# ペーパークラフト

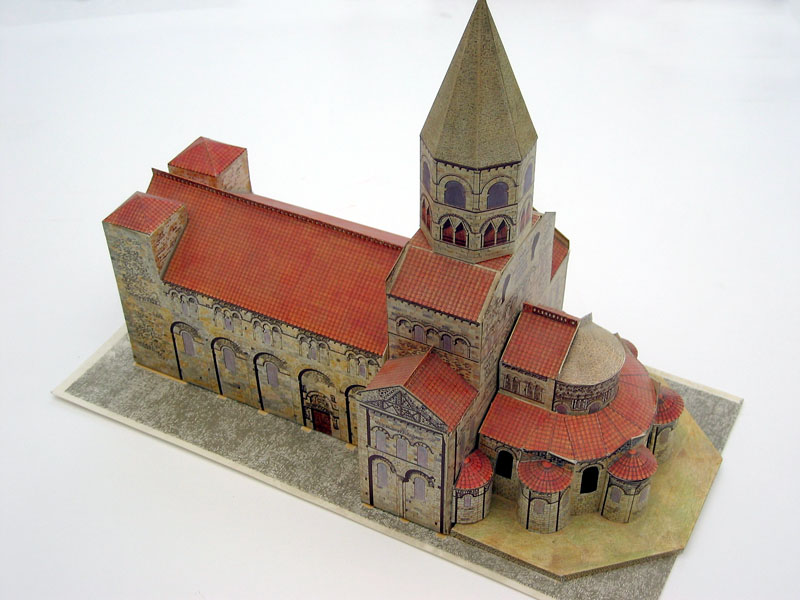
ペーパークラフトの大聖堂

ペーパークラフト (paper craft)とは、紙を素材としてつくる模型で、「カードモデル」 (card model) とも呼ばれる。1枚の紙からさまざまな大きさ、色、形の部品を切り出して組み立てるものと定義することもある。

## 概要
印刷された平面の紙を加工し、立体に作り上げる。組み立てる前の平面の状態は「展開図」などと呼ばれる。パソコンが一般的になる前は書籍などで流通していたが、現在ではデータでの販売も進んでいる。また、アマチュアが作成したものや会社のプロモーションとして制作されたものがインターネット上で無料で配布されることも多くなっている。
子供用として配布されている簡単なものから制作に数日を要する複雑なもの、A4用紙1枚に満たない部品だけで完成する小型のものから同じ用紙10数枚を使う大型のものまでいろいろなものが配布されている。
ペーパークラフトのプロフェッショナルも存在し、彼らの中にはコンピューターを使用せずに定規などの器具による作図で複雑な作品を製作する者もいる。
ペーパークラフトでは、実現したい曲面を紙で実現可能な可展面で近似する必要があり、その設計は従来、手作業でのトライ&エラーしか手段が無く、かなりの技術と熟練を必要としたが、近年は3DCGソフトで製作したポリゴンモデルから展開図を生成する市販ソフト『ペパクラデザイナー』、単純な立体の展開図をいくつか生成してそれを接合して完成させる市販ソフト『デジタルペーパークラフト紙龍』などの登場により、比較的容易に設計ができるようになっている。

## ギャラリー

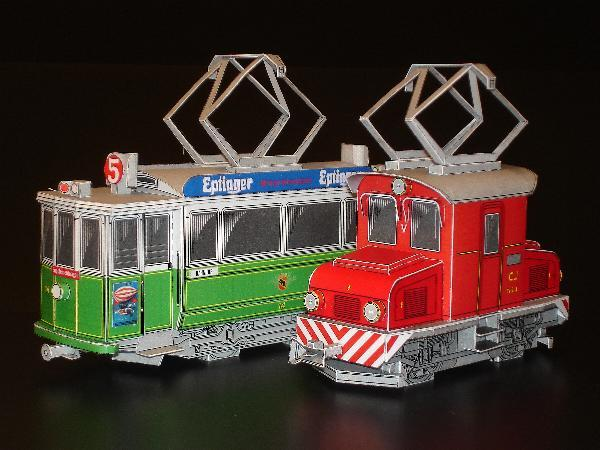
ペーパークラフトの鉄道車両。
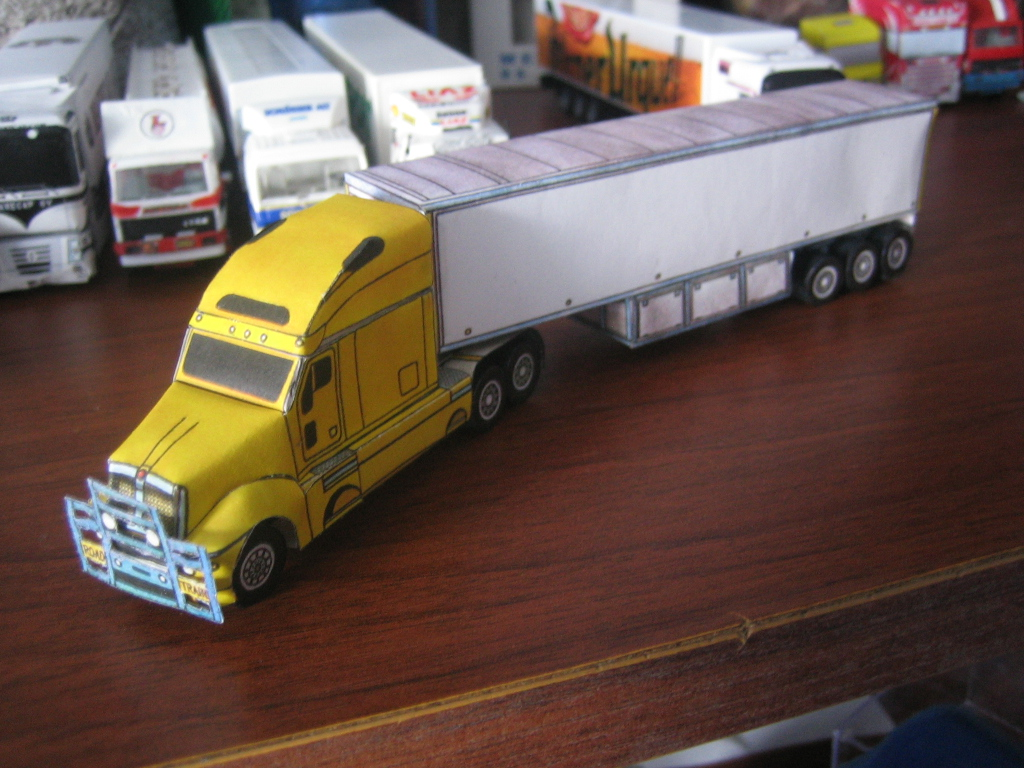
ペーパークラフトのトレーラートラック。
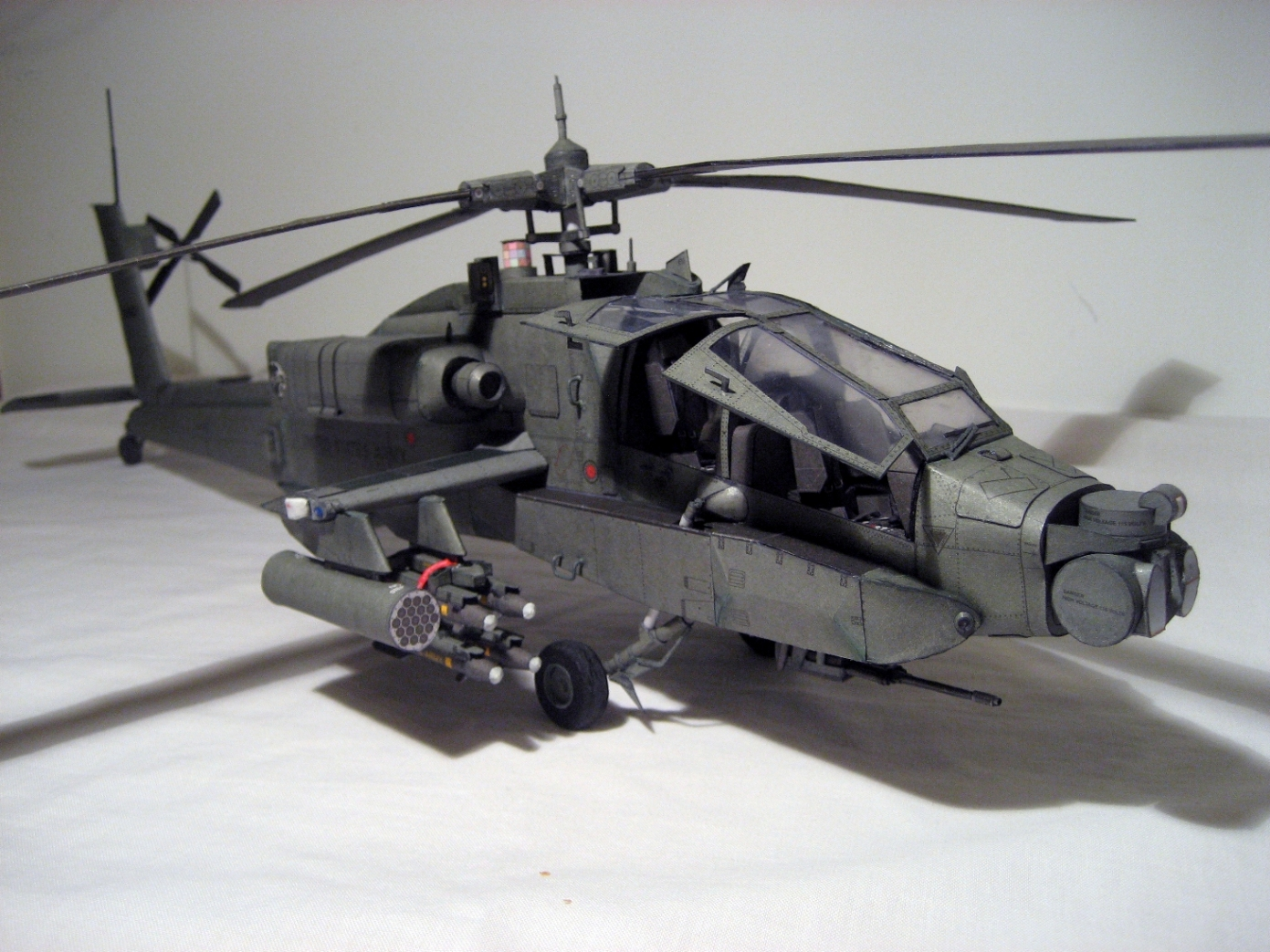
ペーパークラフトのAH-64 アパッチ。
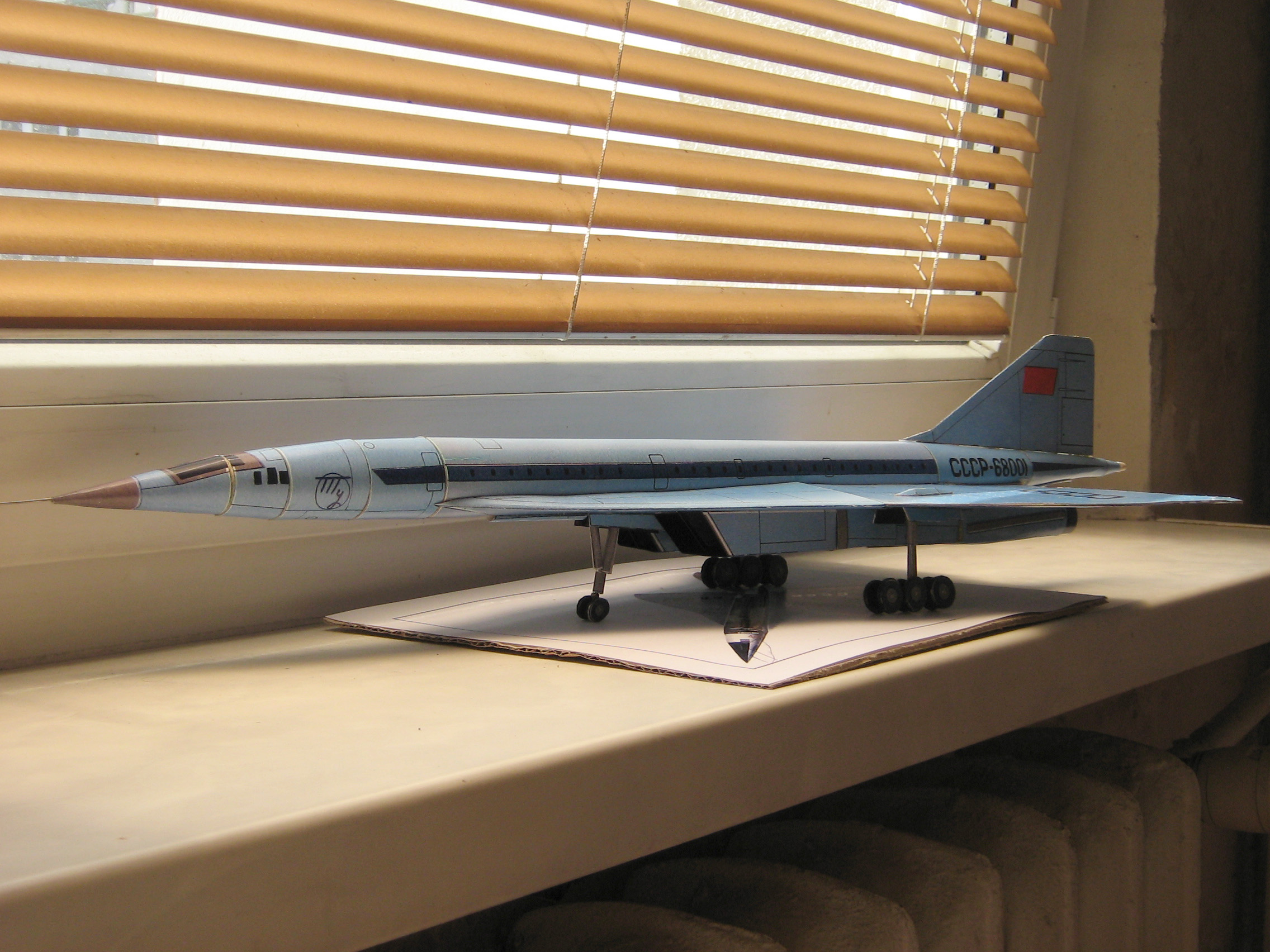
ペーパークラフトのTu-144。
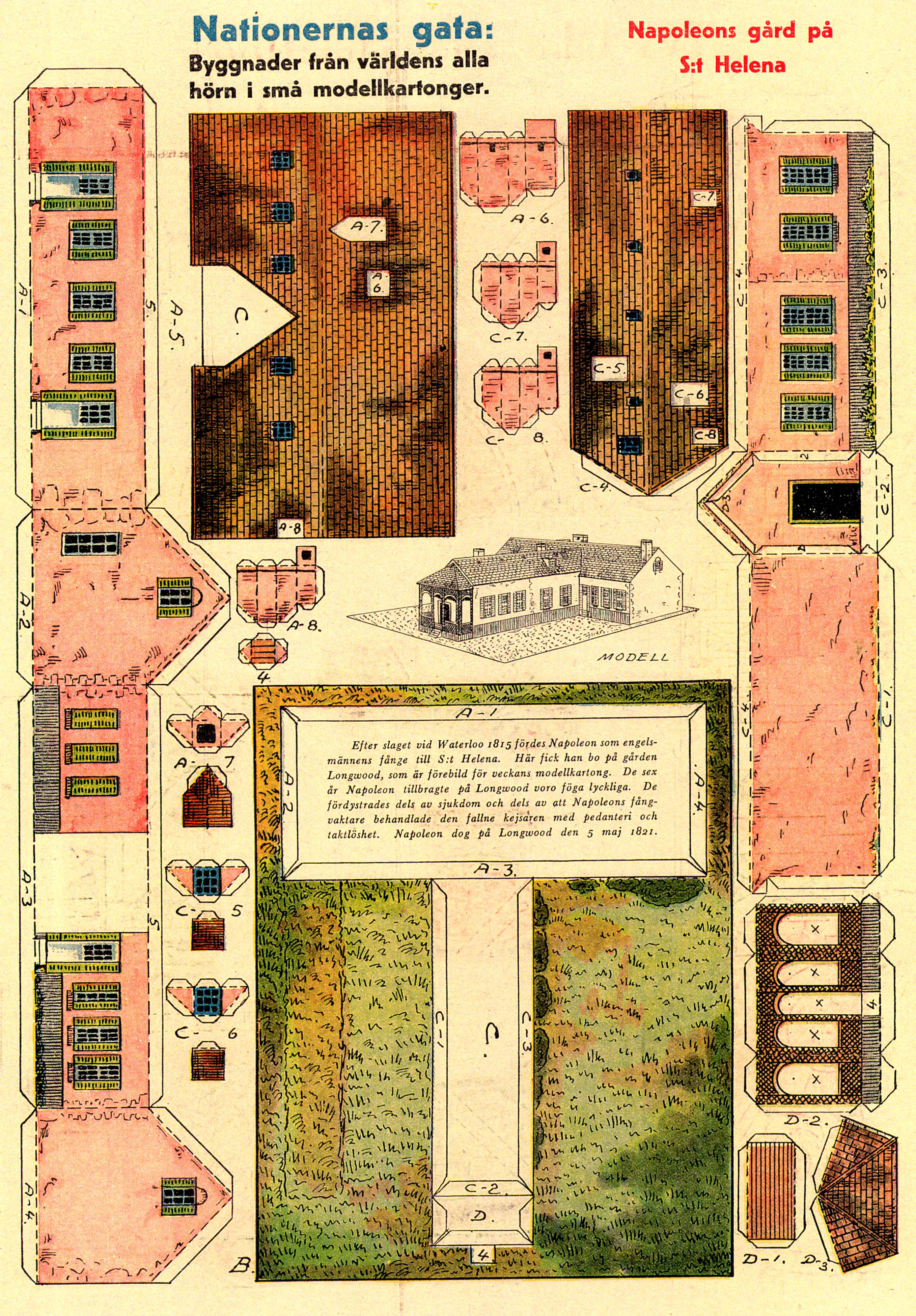
展開図の例。
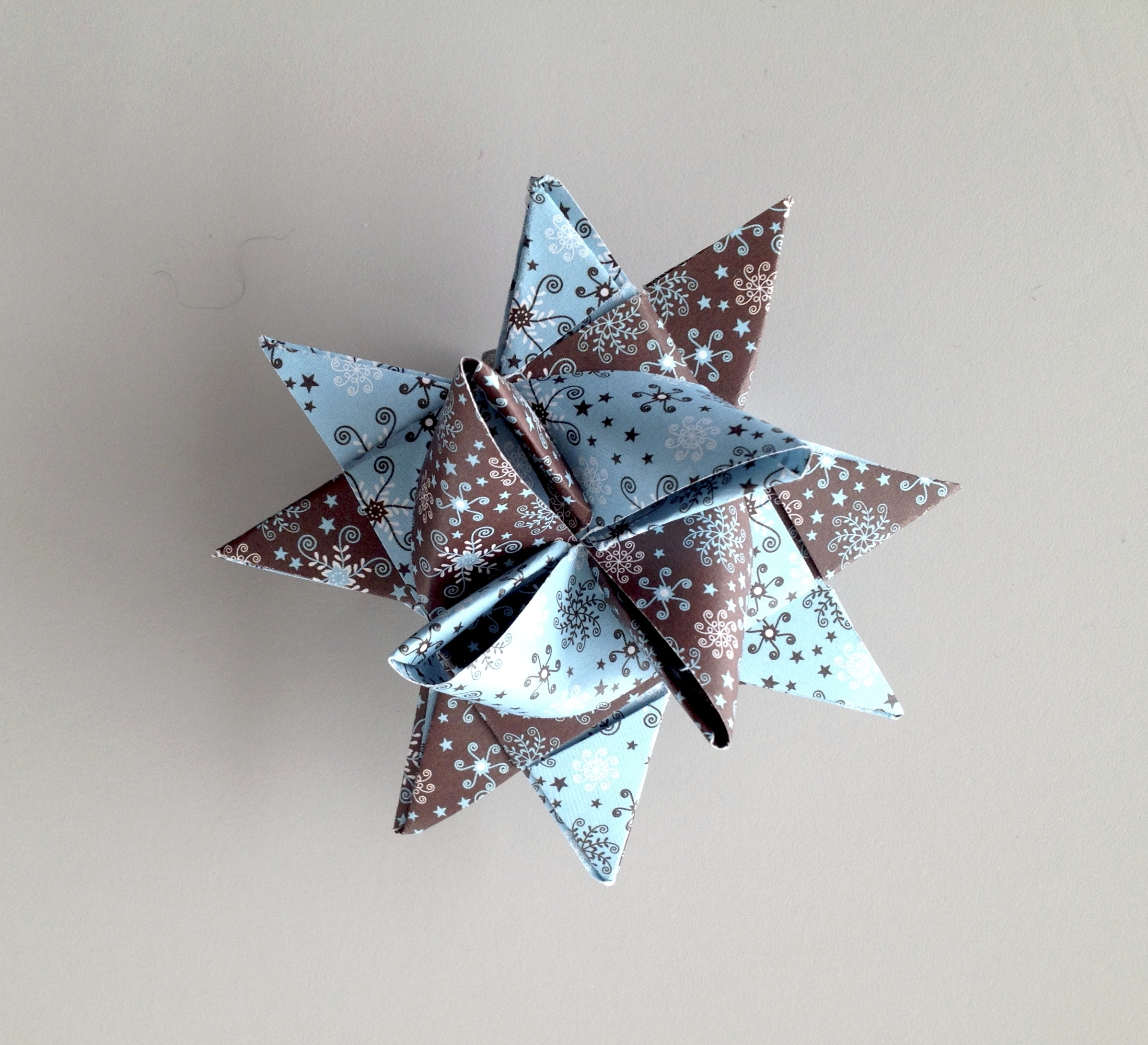
クリスマス飾りフレーベルの星（英語版）